# Winifred Mary Boadle
Winifred Mary Boadle,
 también conocida como Winifred M. Boadle y con su nombre de pila escrito a veces con doble n, (26 de marzo de 1884 - ?) fue una tenista argentina considerada en diversos momentos entre 1903 y 1905 inclusive, cuando todavía no existía la clasificación oficial que recién sería instaurada en 1929, como la mejor de su país. Alternó en esos años el primer lugar con Miss Chawner.
Winifred era hija de Thomas Scott Boadle, británico, y Leonora Damasia, argentina. Tenía dos hermanas, las también tenistas Dorothy Whitefield Boadle y Marjorie Scott Boadle. Junto a ellas, en 1907, fueron las primeras tenistas nacidas en Argentina en disputar el Campeonato de Wimbledon, aunque lo hicieron en condición de británicas, nacionalidad que compartían con la argentina por su padre.
Fue tres veces finalista en individuales en los cuatro primeros torneos femeninos del Campeonato del Río de la Plata:
- En 1903 perdió la final ante Miss Chawner por 6-3 y 6-2.[3]
- En 1904 perdió la final ante Miss Chawner por 6-2 y 9-7.[3]
- En 1906 perdió la final ante su hermana Dorothy W. Boadle por 6-0 y 7-5.[3]

Además de practicar tenis, también jugaba al golf. Fue finalista del campeonato de aficionadas de la Asociación Argentina de Golf en 1906 y 1908 y campeona en 1911 y 1912.
El ocho de noviembre de 1911, a sus 27 años, se casó con Herbert Merrick Bucknall, nacido en Gran Bretaña, de 41. El matrimonio se celebró en Hurlingham, provincia de Buenos Aires.